# Exshaw
Exshaw est un hameau (hamlet) de Bighorn No 8, situé dans la province canadienne d'Alberta.

## Démographie
En tant que localité désignée dans le recensement de 2011, Exshaw a une population de 362 habitants dans 149 de ses 202 logements, soit une variation de -5.2% par rapport à la population de 2006. Avec une superficie de 1,474 7 km2, le hameau possède une densité de population de 245,473 7 hab/km2 en 2011.
Concernant le recensement de 2006, Exshaw abritait 254 habitants dans 102 de ses 109 logements. Avec une superficie de 0,360 0 km2, le hameau possédait une densité de population de 705,6 hab/km2 en 2006.